# Língua patwin
Patwin (Patween) é uma língua Wintuan criticamente ameaçada de extinção, que já foi falada pelo povo do mesmo nome no norte da  Califórnia. Em 2003, havia "pelo menos um falante nativo da língua." Desde 2010, aulas de Patwin são ministradas na escola tribal Yocha Dehe Wintun Nation (anteriormente Rumsey Rancheria) (Dubin 2010).
Patwin tem dois dialetos (exceto Patwin do Sul) ou três (incluindo Patwin do Sul): "do rio Patwin (ou Vale Patwin)” que era tradicionalmente falado ao longo do rio Sacramento no Condado de Colusa  e “Patwin das colonas que era falado nas planícies e contrafortes Para o oeste."
A língua ou dialeto Patwin do Sul foi extinta logo após o contato com os europeus. É muito pouco documentado e pode ser uma língua separada do sul de Wintuan (Mithun 1999).
A partir de 2012, o Centro Cultural Tewe Kewe da Nação Yocha Dehe Wintun tem "uma coleção da Biblioteca Indígena da Califórnia e uma extensa seção de pesquisa de história e linguagem Patwin.."

## Fonologia

### Consoantes
Patwin tem 24 fonemas consoantes. Na tabela abaixo são dadas as formas IPA de cada consoante. Isto é seguido na forma comumente usada na literatura linguística publicada na língua, se esta for diferente do formulário da IPA..
|                |                | Bilabial | Alveolar  | Alveolar   | Pós- alveolar | Palatal | Velar | Glotal |
| Central        | Lateral        | Bilabial |           |            | Pós- alveolar | Palatal | Velar | Glotal |
| -------------- | -------------- | -------- | --------- | ---------- | ------------- | ------- | ----- | ------ |
| Plosiva        | Sonora         | p        | t         |            |               |         | k     | ʔ      |
| Plosiva        | Aspirada       | pʰ       | tʰ        |            |               |         | kʰ    |        |
| Plosiva        | Ejetiva        | pʼ       | tʼ        |            |               |         | kʼ    |        |
| Plosiva        | Sonora         | b        | d         |            |               |         |       |        |
| Nasal oclusiva | Nasal oclusiva | m        | n         |            |               |         |       |        |
| Fricativa      | Fricativa      |          | s         | ɬ ~ t͡ɬ ⟨ƚ⟩ |               |         |       | h      |
| Africada       | Surda          |          |           | ɬ ~ t͡ɬ ⟨ƚ⟩ | t͡ʃ ⟨č⟩        |         |       |        |
| Africada       | Ejetiva        |          |           | t͡ɬʼ ⟨ƛʼ⟩   | t͡ʃʼ ⟨čʼ⟩      |         |       |        |
| Vibrante       | Vibrante       |          | r̥ ~ ɾ ⟨r⟩ |            |               |         |       |        |
| Aproximante    | Aproximante    | w        |           | l          |               | j ⟨y⟩   | w     |        |

- / ʔ / é um fonema marginal, ocorrendo exclusivamente nos limites do morfema. Sua distribuição não é totalmente previsível, no entanto.
- Consoantes aspiradas e ejetivas ocorrem apenas sílaba - inicialmente.
- Algumas ou todas as consoantes "alveolares" (tanto centrais quanto laterais) seriam mais precisamente descritas como sendo consoantes alveolares retraídas.

### Vogais
Patwin has 10 vowels:
|          | Curta     | Curta    | Longa     | Longa   |
| Anterior | Posterior | Anterior | Posterior |         |
| -------- | --------- | -------- | --------- | ------- |
| Fechada  | i         | u        | iː ⟨i•⟩   | uː ⟨u•⟩ |
| Medial   | e         | o        | eː ⟨e•⟩   | oː ⟨o•⟩ |
| Aberta   | a         | a        | aː ⟨a•⟩   | aː ⟨a•⟩ |

- As vogais de Patwin têm distinção de extensão (curta vs. longa).
- Todas as vogais são sonoras e orais.